# Oath (bài hát)
"Oath" là một bài hát của nữ ca sĩ người Anh Cher Lloyd hợp tác với nữ rapper người Mỹ Becky G. Bài hát được phát hành vào ngày 2 tháng 10 năm 2012, là đĩa đơn thứ tư từ phiên bản Mỹ của album phòng thu đầu tay của cô, Sticks + Stones. "Oath" được sản xuất bởi Dr. Luke, Cirkut, và được phát sóng lần đầu tiên trên đài Z100 FM của New York. Bài hát chỉ được phát hành tại Mỹ, Canada, Úc và New Zealand. Tại Mỹ, "Oath" ra mắt tại vị trí thứ 99 trên bảng xếp hạng Billboard Hot 100 và sau đó vươn lên vị trí cao nhất của nó là 73.

## Thực hiện và thu âm
"Oath" được sáng tác bởi Cher Lloyd, Ammar Malik, Emily Wright, và nữ rapper Becky Gomez, người cũng góp giọng trong bài hát. Ngoài ra còn có Dr. Luke, Cirkut, và Robopop, những người đã sản xuất bài hát. "Oath" được thu âm khi Lloyd đang thực hiện album phòng thu thứ hai của cô, nhưng cuối cùng, bài hát lại được xuất hiện trong phiên bản Mỹ của album đầu tay Sticks + Stones và bản Đặc biệt của album này ở Anh.

## Video âm nhạc
Lloyd bắt đầu quay video cho "Oath" vào ngày 19 tháng 9 năm 2012. Video được đạo diễn bởi Hannah Lux Davis, và trong video cũng có sự góp mặt của ca sĩ khách mời Becky Gomez. Ngày 20 tháng 9 năm 2012, một số bức ảnh hậu trường video cũng được đăng lên Twitter. Trong những bức ảnh này, Lloyd đang ngồi trong một lớp học, đang đi với những người bạn, đang ngồi trên một chiếc xe ô tô, hoặc là đang nhảy múa trên bãi biển. Video được phát hành vào ngày 4 tháng 10 năm 2012 trên VEVO.

## Danh sách bài hát
- Tải kỹ thuật số[3]

1. "Oath" – 3:38

## Xếp hạng và chứng nhận
| Bảng xếp hạng (2012–13)         | Vị trí cao nhất |
| ------------------------------- | --------------- |
| Canada (Canadian Hot 100)       | 58              |
| New Zealand (Recorded Music NZ) | 13              |
| Slovakia (Rádio Top 100)        | 66              |
| Hoa Kỳ Billboard Hot 100        | 73              |
| Hoa Kỳ Pop Airplay (Billboard)  | 30              |

| Quốc gia                                 | Chứng nhận | Số đơn vị/doanh số chứng nhận |
| ---------------------------------------- | ---------- | ----------------------------- |
| New Zealand (RMNZ)                       | Vàng       | 7.500*                        |
| * Chứng nhận dựa theo doanh số tiêu thụ. |            |                               |

## Lịch sử phát hành
| Quốc gia    | Ngày                | Định dạng       | Hãng đĩa                 |
| ----------- | ------------------- | --------------- | ------------------------ |
| Mỹ          | 2 tháng 10 năm 2012 | Tải kỹ thuật số | Syco Music, Epic Records |
| Canada      | 2 tháng 10 năm 2012 | Tải kỹ thuật số | Syco Music, Epic Records |
| Úc          | 5 tháng 10 năm 2012 | Tải kỹ thuật số | Syco Music, Epic Records |
| New Zealand | 6 tháng 10 năm 2012 | Tải kỹ thuật số | Syco Music, Epic Records |